# Another Voice
Another Voice é o oitavo álbum de estúdio da banda Agnostic Front, lançado a 22 de Novembro de 2004.
É um regresso às origens com a sonoridade mais crossover thrash, que os notabilizou na década de 1980.
| Críticas profissionais                                                      | Críticas profissionais |
| Avaliações da crítica                                                       | Avaliações da crítica  |
| Fonte                                                                       | Avaliação              |
| --------------------------------------------------------------------------- | ---------------------- |
| Allmusic                                                                    | [ 1 ]                  |
| Esta tabela precisa de ser acompanhada por texto em prosa. Consulte o guia. |                        |

## Faixas
Todas as faixas por Agnostic Front
1. "Still Here" – 2:25
2. "All Is Not Forgotten" – 1:54
3. "Fall of the Parasite" – 1:16
4. "Pride, Faith, Respect" – 1:36
5. "So Pure to Me" – 2:00
6. "Dedication" – 2:46
7. "Peace" – 2:19
8. "Take Me Back" – 1:35
9. "Hardcore! (The Definition)" – 2:19
10. "Casualty of the Times" – 2:05
11. "No One Hears You" – 1:38
12. "I Live It" – 2:11
13. "It's for Life" – 1:37
14. "Another Voice" – 4:32

## Créditos
- Roger Miret – Vocal
- Vinnie Stigma – Guitarra
- Matt Henderson – Guitarra
- Mike Gallo – Baixo
- Steve Gallo – Bateria
- Billy Siegel – Guitarra adicional